# Anua selenaris
Anua selenaris là một loài bướm đêm trong họ Erebidae.